# Éloïse (série littéraire)
Pour les articles homonymes, voir Eloise.
Éloïse est une série de livres pour enfants écrite dans les années 1950 par l'écrivaine et actrice américaine Kay Thompson et illustrée par Hilary Knight (en). Éloïse, l'héroïne de la série, est une enfant de six ans qui vit dans la chambre du dernier étage du Plaza Hotel, célèbre hôtel de la ville de New York. Elle est toujours accompagnée de sa tortue Fanchounette et de son petit chien Mouflet, appelés respectivement Skipperdee et Weenie dans la version originale et reflet d'une époque parfois fantasmée, idéalisée ou empreinte de nostalgie mais évidemment aussi très contrastée: https://www.iletaitunefoislecinema.com/visions-de-la-famille-dans-le-cinema-americain-des-annees-50/.

## Série littéraire
La 1re date est celle de la 1re parution française.
- ?? : Éloïse (Eloise, 1955) Traduit par ? ; Éditions du Pont Royal (Del Duca - Laffont), 64 p. Nouvelle traduction en 1982 par Jean-François Ménard ; Gallimard, 64 p.
- 1962 : Éloïse à Paris (Eloise in Paris, 1957) Traduit par ? ; Éditions du Pont Royal (Del Duca - Laffont), 64 p. Nouvelle traduction en 1999 par Jean-François Ménard ; Gallimard Jeunesse, 116 p.
- 1999 : Éloïse à Noël (Eloise at Christmastime, 1958) Traduit par Jean-François Ménard ; Gallimard Jeunesse, 64 p.
- 2000 : Éloïse à Moscou (Eloise in Moscow, 1959) Traduit par Jean-François Ménard ; Gallimard Jeunesse, 68 p.
- 2003 : Déluge au Plaza (Eloise Takes a Bawth, 2002, parution posthume) Traduit par Jean-François Ménard ; Gallimard Jeunesse, 49 p.

## Adaptations à l'écran
Les aventures d'Éloïse ont été adaptées tant au cinéma qu'à la télévision.
Télévision
- 1956 : Playhouse 90
- 2006 : Éloïse, c'est moi

Cinéma
- 2003 : Eloise at the Plaza
- 2003 : Eloise at Christmastime
- 2013 : Eloise in Paris
- 2014 : Eloise in Africa